# 雨森菊太郎

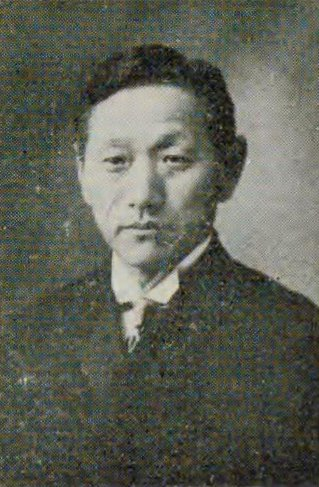
雨森菊太郎

雨森 菊太郎（あめもり きくたろう、1858年10月13日（安政5年9月7日） - 1920年（大正9年）5月4日）は、明治・大正期に活躍した政治家、実業家。京都府（山城国）生まれ。号は蝶夢居士。

## 来歴・人物[2]
旧姓は岩垣。三歳のときに雨森善四朗の養子となった。1884年（明治17年）より京都府会議員を務め、1889年（明治22年）に京都美術協会幹事に就任した。同年に京都市会議員となり、1893年（明治26年）には議長に選出された。1895年（明治28年）、京都での第4回内国勧業博覧会開催にあたって評議員・審査官として尽力した。1898年（明治31年）衆議院総選挙に初当選を果たし、三期務めた（中正倶楽部）。日出新聞（現・京都新聞）社長、京都府農工銀行頭取を歴任。衆議院議員時代には、中川小十郎が設立した京都法政学校（現・立命館大学）設立賛助員として同校の設立を後援した。
なお、雨森が設立賛助員を務めた京都法政学校開校の地（上京区東三本木仲ノ町）は、雨森家の隣地だった。

## 年譜
- 1858年（安政5年）9月7日 岩垣六蔵の次男として生まれる。
- 1877年（明治10年） 京都府等外一等出仕
- 1883年（明治16年） 京都滋賀新報社（中外電報）に入社。
- 1884年（明治17年） 京都府会議員に当選。
- 1889年（明治22年） 京都市会議員に当選。
- 1890年（明治23年） 府会議長に就任（1892年3月まで）
- 1898年（明治31年） 第五回総選挙で衆議院議員に当選。
- 1915年（大正4年） 京都府教育会副会長に就任。市教育界副会長、私立高等女学校評議員、京都独逸学会理事を兼任。